# 1,5-dicloropentano
El 1,5-dicloropentano, llamado también dicloruro de pentametileno, es un compuesto orgánico de fórmula molecular C5H10Cl2. Es un haloalcano lineal de cinco carbonos en donde dos átomos de cloro están unidos respectivamente a cada uno de los carbonos terminales.

## Propiedades físicas y químicas
A temperatura ambiente, el 1,5-dicloropentano es un líquido incoloro cuyo punto de ebullición es 182 °C y su punto de fusión -72 °C.
Posee una densidad mayor que la del agua (ρ = 1,103 g/cm³) y en estado gaseoso es 4,88 veces más denso que el aire. Su viscosidad a 25 °C es de 1,6 cP, superior a la del agua y algo inferior a la del 1-clorodecano.
El valor estimado del logaritmo de su coeficiente de reparto, logP = 2,78, revela que es más soluble en disolventes apolares —como el 1-octanol— que en disolventes polares.
Su solubilidad en agua es de aproximadamente 125 mg/L.
El 1,5-dicloropentano puede reaccionar violentamente con agentes oxidantes fuertes y bases.

## Síntesis
El 1,5-dicloropentano se puede sintetizar pasando cloruro de hidrógeno por una disolución de tetrahidropirano en ácido clorhídrico en presencia de cloruro de zinc. Para obtener un alto rendimiento, la presión y la temperatura tienen que ser elevadas. El proceso se simplifica si, en vez de cloruro de zinc, se usa piridina como catalizador.
Igualmente, la reacción de tetrahidropirano con clorosilanos en presencia de cloruro de zinc anhidro, provoca que el anillo se abra con la formación de 1,5-dicloropentano y ésteres ortosilícicos sustituidos con cloro.
El 1,5-dicloropentano puede también sintetizarse a partir de 1,5-pentanodiol. Utilizando como reactivo trifenilfosfina (TPP) y tetracloruro de carbono se obtiene un rendimiento del 57%.

## Usos
Se puede preparar heptanodinitrilo añadiendo 1,5-dicloropentano a una mezcla de cianuro sódico en dimetil sulfóxido (DMSO) previamente calentada a 90 °C.
El 1,5-dicloropentano se utiliza en la síntesis de sales de teluronio cíclico por reacción con telururo de aluminio. También en la síntesis de heterociclos a partir de organoestannilaminas.

## Precauciones
El 1,5-dicloropentano es un producto combustible que tiene su punto de inflamabilidad a 26 °C. Al arder puede desprender humos tóxicos conteniendo cloruro de hidrógeno.